# Lejeune (Familienname)
Lejeune, LeJeune oder Le Jeune oder ist ein französischer Familienname.

## Namensträger

### Lejeune
- Alexandre Louis Simon Lejeune (1779–1858), belgischer Arzt und Botaniker
- Carlo Lejeune (* 1963), deutschsprachiger belgischer Historiker
- Chris Lejeune (* 1957), deutscher Musiker
- Eduard Lejeune (1797–1882), Kaufmann und Politiker der Freien Stadt Frankfurt
- Émile Lejeune (1938–2024), belgischer Fußballspieler
- Erich Lejeune (* 1944), deutscher Unternehmer und Buchautor
- Ernst Lejeune (1870–1944), deutscher Kaufmann und Münzsammler
- Florian Lejeune (* 1991), französischer Fußballspieler
- Fritz Lejeune (1892–1966), deutscher Arzt und Medizinhistoriker
- Geoffroy Lejeune (* 1988), französischer Journalist
- Guy Lejeune (1881–1914), französischer Tennisspieler
- Henry Lejeune (1819–1904), britischer Maler
- Jean-Marie-Raphaël Le Jeune (1855–1930), französisch kanadischer römisch-katholischer Priester, Linguist
- Jérôme Lejeune (1926–1994), französischer Pädiater und Genetiker
- Jérôme Lejeune (Musikwissenschaftler) (* 1952), belgischer Musikwissenschaftler und Musikverleger
- John A. Lejeune (1867–1942), US-amerikanischer General des Marine Corps
- Leila Lejeune (* 1976), französische Handballspielerin
- Leo Lejeune (1915–1985), Schweizer Politiker (SP)
- Lisanne Lejeune (* 1963), niederländische Hockeyspielerin
- Louis Lejeune (Maler) (1877–1954), deutscher Landschaftsmaler
- Louis-François Lejeune (1775–1848), französischer Maler und General
- Marcel Lejeune (1920–2010), französischer Rennradhersteller
- Marius Lejeune (1882–1949), französischer Ruderer
- Martin Lejeune (Musiker) (* 1964), deutscher Jazzgitarrist
- Martin Lejeune (Journalist) (* 1980), deutscher Journalist und ehemaliger politischer Aktivist
- Mathilde Lejeune-Jehle (1885–1967), Schweizer Lehrerin, Pazifistin und Bildungspolitikerin
- Max Lejeune (1909–1995), französischer Politiker (SFIO, UDF), Minister, Senator und Mitglied der Nationalversammlung
- Michel Lejeune (Linguist) (1907–2000), französischer Gräzist und Linguist (Phonologe)
- Michel Lejeune (Politiker) (1946–2021), französischer Politiker
- Paul Lejeune-Jung (1882–1944), deutscher Volkswirtschaftler, Politiker und Widerstandskämpfer
- Peter Gustav Lejeune Dirichlet (1805–1859), deutscher Mathematiker
- Petra Lejeune (* 1948), deutsche Stadtplanerin und Journalistin
- Philippe Lejeune (* 1938), französischer Literaturwissenschaftler
- Pierre François Lejeune (1721–1790), französischer Bildhauer
- René Lejeune (* 1922), französischer Autor biographischer und geistlicher Werke
- Rita Lejeune (1906–2009), belgische Philologin
- Robert Lejeune (1891–1970), Schweizer reformierter Theologe, Kunst- und Literaturkritiker
- Stefanie Lejeune (* 1966), deutsche Politikerin und Juristin
- Walter Lejeune Dirichlet (1833–1887), deutscher Gutsbesitzer und Politiker, MdR

### LeJeune
- Philippe LeJeune (* 1954), französischer Jazzmusiker

### Le Jeune
- Claude Le Jeune (* um 1530), franko-flämischer Komponist
- Jean Le Jeune (1410–1451), französischer Bischof und Kardinal
- Jean-Marie-Raphaël Le Jeune (1855–1930), französischstämmiger, kanadischer römisch-katholischer Priester, Linguist, Autor und Zeitungsverleger
- Philippe Le Jeune (* 1960), belgischer Springreiter
- Susan le Jeune d’Allegeershecque (* 1963), britische Diplomatin